# Федеральний резервний банк Філадельфії
39°57′07″ пн. ш. 75°09′04″ зх. д. / 39.9519° пн. ш. 75.1511° зх. д.

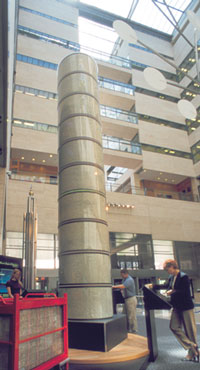
Лобі Федерального резервного банку у Філадельфії. У фоє є 25-футова (7,6 м) башта, яка заповнена подрібненою американською валютою

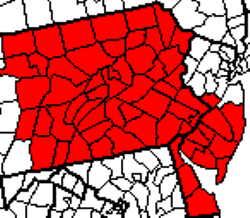
Мапа Третього округу

Федеральний резервний банк Філадельфії (англ. Federal Reserve Bank of Philadelphia) — один з дванадцяти федеральних резервних банків США, що разом утворюють Федеральну резервну систему, зі штаб-квартирою у Філадельфії, штат Пенсільванія, відповідає за третій округ Федеральної резервної системи, яка охоплює східну і центральну Пенсильванію, 9 південних округів Нью-Джерсі та Делавер. Територія третього округу ФРС на сьогоднішній день є найменшою в системі, а по найменшій кількості населення займає друге місце, поруч з Федеральним резервним банком Міннеаполіса. Нинішнім президентом ФРБ Філадельфії є Чарльз Плоссер.

## Чинний склад ради директорів
Наступні особи займають місце в раді директорів з 2012: Усі терміни повноважень спливають 31 грудня.

### Class A
| Ім'я                                        | Посада                                                                                       | Термін повноважень спливає |
| ------------------------------------------- | -------------------------------------------------------------------------------------------- | -------------------------- |
| Аарон Ґрофф молодший (Aaron L. Groff, Jr.)  | Голова, президент і головний виконавчий директор Ephrata National Bank Ephrata, Пенсильванія | 2012                       |
| Скот Сміт (R. Scott Smith)                  | Голова і головний виконавчий директор Fulton Financial Corporation Ланкастер (Пенсільванія)  | 2013                       |
| Фредерік Пітерс (Frederick «Ted» C. Peters) | Голова і головний виконавчий директор Bryn Mawr Trust Company Bryn Mawr, Пенсильванія        | 2014                       |

### Class B
| Ім'я                              | Посада                                                                         | Термін повноважень спливає |
| --------------------------------- | ------------------------------------------------------------------------------ | -------------------------- |
| Дебора Фрітц (Deborah M. Fretz)   | Президент і головний виконавчий директор Sunoco Logistics Partners Філадельфія | 2012                       |
| Кейт Кемпбел (Keith S. Campbell)  | Голова Mannington Mills, Inc. Salem, New Jersey                                | 2013                       |
| Патрік Гаркер (Patrick T. Harker) | Президент University of Delaware Ньюарк (Делавер)                              | 2011                       |

### Class C
| Ім'я                                           | Посада                                                                     | Термін повноважень спливає |
| ---------------------------------------------- | -------------------------------------------------------------------------- | -------------------------- |
| Джеймс Невелс (James E. Nevels) (Deputy Chair) | Голова The Swarthmore Group Філадельфія                                    | 2012                       |
| Джеремі Новак (Jeremy Nowak) (Chair)           | Президент William Penn Foundation Філадельфія                              | 2013                       |
| Майкл Анджлейкіс (Michael J. Angelakis)        | Віце-голова і головний фінансовий директор Comcast Corporation Філадельфія | 2014                       |